# 베타 작용제
베타 아드레날린 작용제(beta adrenergic agonists) 또는 베타 작용제(beta agonists)는 베타 수용체에 작용하는 약물로, 기도의 근육을 이완시켜 기도를 확장시키고 숨쉬기를 더 쉽게 만들어준다. 교감신경 작용제의 일종으로, 베타 수용체에 작용한다. 일반적으로 순수한 베타 작용제는 베타 차단제와 정반대의 작용을 한다. 베타 작용제는 심장과 폐, 평활근 조직 등에서 에피네프린과 노르에피네프린의 신호를 모방한다. β1, β2, β3 수용체에 베타 작용제가 붙으면 아데닐산 고리화효소를 활성화시키고, 아데닐릴 고리화효소는 2차 전달자의 일종인 고리형 아데노신 일인산(cAMP)을 활성화시킨다. 그 후 cAMP는 단백질 인산화효소 A(PKA)를 활성화시키며, PKA는 표적 단백질을 인산화하여 궁극적으로는 심장 조직의 수축과 평활근의 이완을 유도한다.

## 기능

에피네프린 (아드레날린)

β1 수용체는 활성화되면 심근의 수축력을 높이고(positive inotropic) 심박수를 올려(positive chronotropic) 혈압도 증가시킨다. 또한 위에서 그렐린의 분비와 콩팥의 레닌 분비도 증가시킨다.
β2 수용체가 활성화되면 폐, 위장관계, 자궁, 혈관의 평활근 이완을 유도한다. β1 수용체는 심박수를 올리며 심근 수축력을 높이지만, β2 수용체는 심근에서 혈관이완을 일으킨다.
β3 수용체는 주로 지방조직에 위치하고 있다. β3 수용체가 활성화되면 지질의 대사를 유도한다.

## 의학적 이용
베타 작용제가 쓰일 수 있는 적응증은 다음과 같다.
- 심박이 느려지는 서맥
- 천식
- 만성 폐쇄성 폐질환 (COPD)
- 심부전
- 알레르기 반응
- 고칼륨혈증
- 베타 차단제 중독
- 조산 - 이는 오프라벨 처방이므로 유해할 수 있다.[7]

## 같이 보기
- 알파 작용제